# Rumänsk leu
Nya rumänsk leu (i plural lei, på rumänska leu românesc) är den valuta som används i Rumänien. Valutakoden är RON. 1 leu indelas i 100 bani (singularform ban).
Valutan har fått sitt namn efter det rumänska ordet  för "lejon", leu och infördes år 2005 i samband med en valutarefom, då den ersatte den tidigare leu (med valutakoden ROL). Vid bytet växlades 10 000 gamla lei (ROL) till kursen 1 ny leu (RON).
Den äldre leu:en infördes 1868.

## Användning
Valutan tillverkas av det rumänska myntverket Monetăria Statului på uppdrag av den rumänska centralbanken Banca Națională a României (BNR, "Rumäniens Nationalbank"). Centralbanken grundades i april 1880 och har precis som myntverket sitt huvudkontor i Rumäniens huvudstad Bukarest.

## Valörer
- Mynt: 1 (används sällan), 5, 10 och 50 bani
- Sedlar: 1, 5, 10, 50, 100, 200 och 500 lei